# Оталеж
Оталеж (словен. Otalež, итал. Ottales) је насељено место у општини Церкно, Горишка регија, Словенија.

## Историја
До територијалне реорганизације у Словенији био је у саставу старе општине Идрија.

## Становништво
У попису становништва из 2011. године, Оталеж је имао 146 становника.
| Број становника према пописима | Број становника према пописима | Број становника према пописима |
| ------------------------------ | ------------------------------ | ------------------------------ |
| 1991                           | 2002                           | 2011                           |
| 179                            | 148                            | 146                            |

Напомена: Године 1997. смањена за дио насеља који је спојен са издвојеним дијелом из насеља Јазне у ново самостално насеље Травник.